# 아르스크

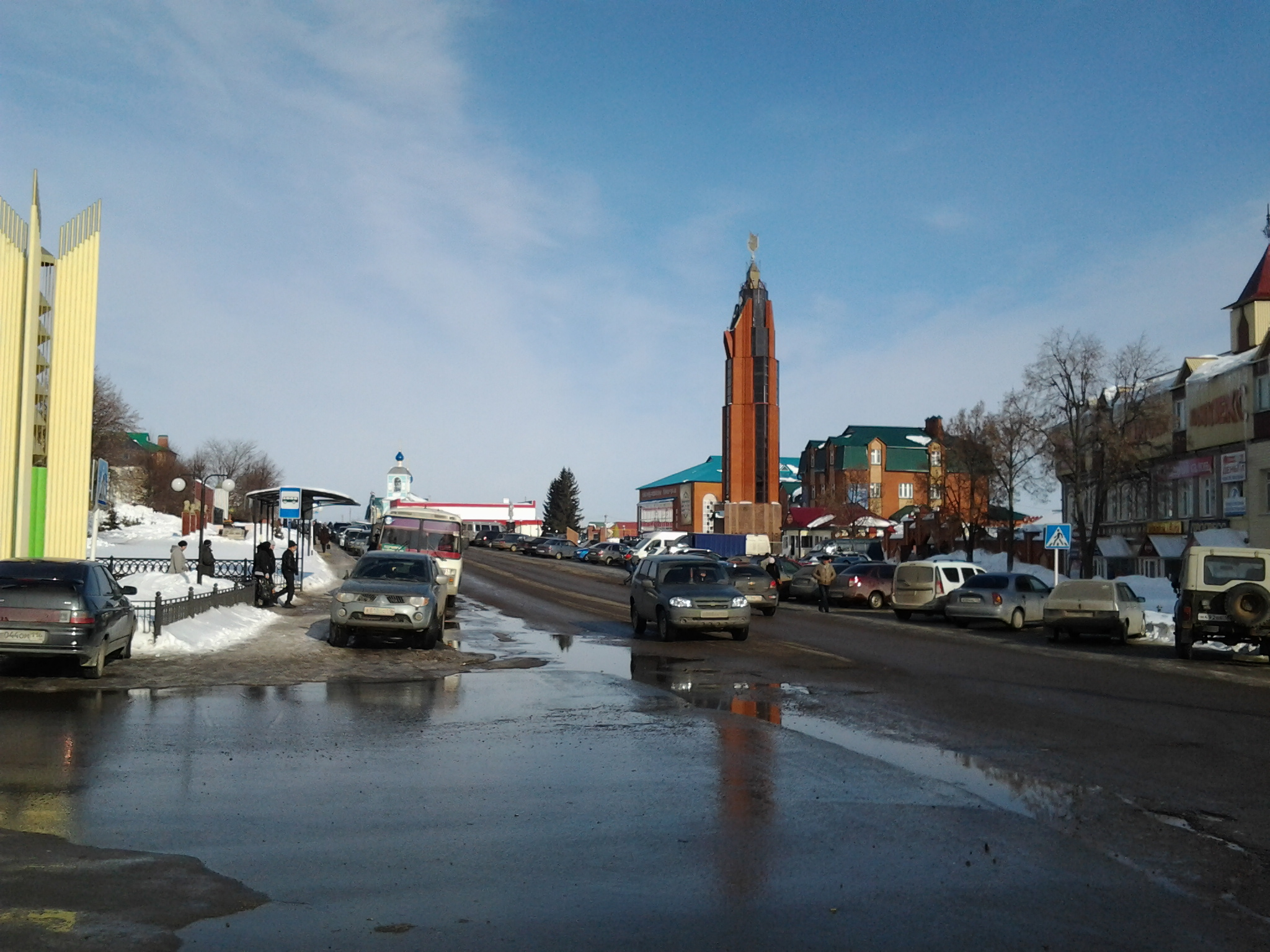

아르스크(타타르어: Arça, 러시아어: Арск)는 타타르 공화국의 북동부에 위치해 있다. 카잔에서 65km 지점에 위치해 있다. 아르스키 군의 중심지이고, 카잔카 강에 접해 있다. 카잔-애게르제 도로의 연결지점이고, 13세기에 볼가불가르인에 의해 건설되었다.
이 도시의 또다른 이름인 아르차(Arça)는 번역하면 우드무르트인을 의미한다. 카잔 한국 시절에는 카잔 한국의 행정구역이었다. 1552년에 왕자 보로틴스키에 의해서 이곳이 점령되었다.
2002년의 조사에서 인구는 17,211명이다 (타타르족—83%, 러시아인—15%)이다.